# خورخي غارسيا (لاعب كرة قدم أوروغواني)
خورخي غارسيا (بالإسبانية: Jorge Adrián García)‏ (19 أغسطس 1986 بمونتفيدو في الأوروغواي - ) هو لاعب كرة قدم أوروغواني في مركز الدفاع. شارك مع منتخب الأوروغواي لكرة القدم. أما مع النوادي، فقد لعب مع نادي دانوبيو وEsporte Clube Democrata ‏ وVilla Teresa ‏ ونادي سيرو وسبورتيفو سيريتو.

## وصلات خارجية
- خورخي غارسيا على موقع قاعدة بيانات كرة القدم.إي يو (الإنجليزية)
- خورخي غارسيا على موقع ناشيونال فوتبول تيمز (الإنجليزية)
- خورخي غارسيا على موقع Soccerway.com (الإنجليزية)